# 2017 у праві
Ця стаття присвячена головним подіям у галузях правотворчості, правосуддя, правозастосування та юриспруденції в 2017 році.

## Події у світі

Європейський Союз і Україна

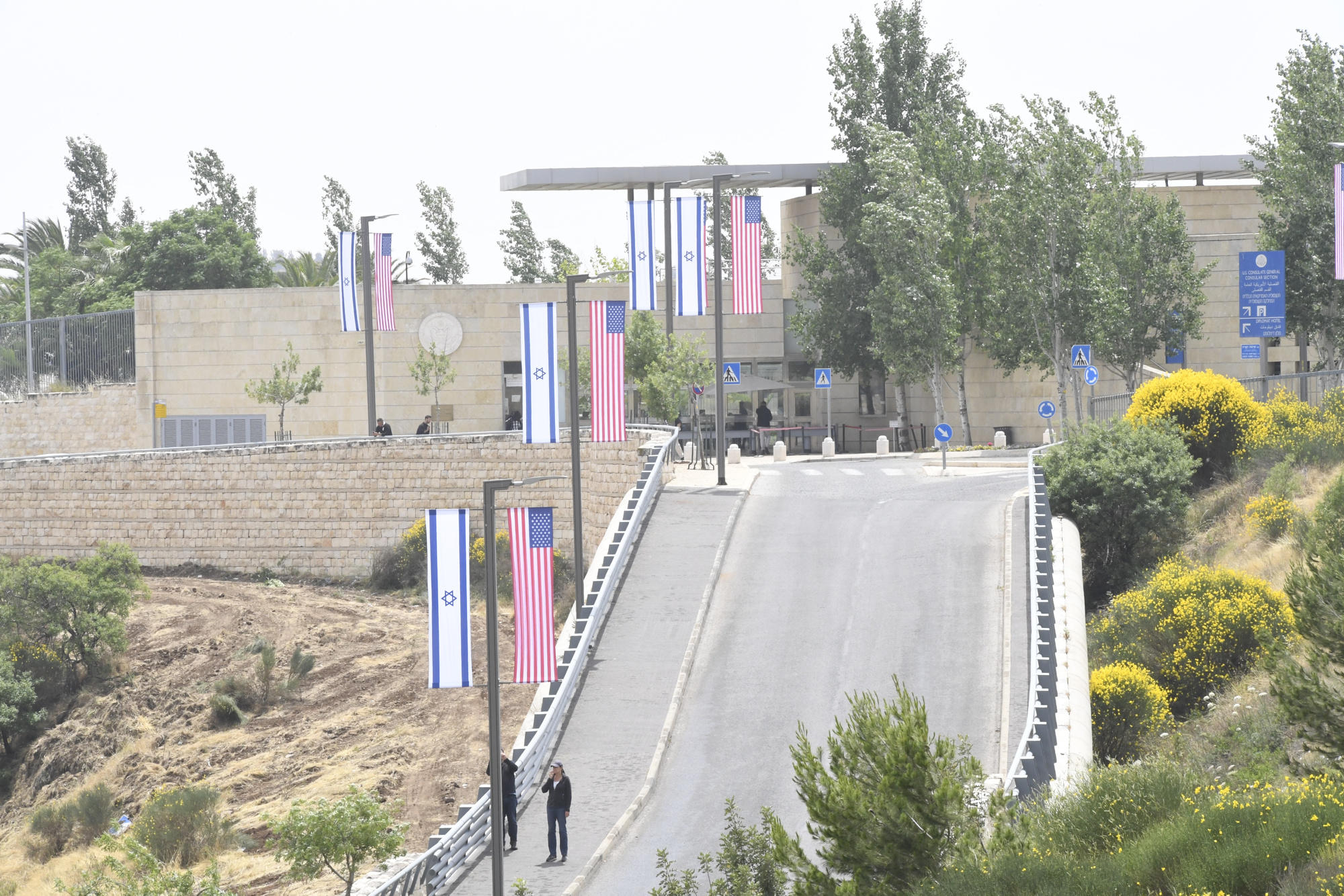
Посольство США в Ізраїлі, південно-східний Єрусалим

- 6 лютого — Кнесетом Ізраїлю прийнятий закон, що передбачає легалізацію поселень на Західному березі та можливість оплатного вилучення земель, належних палестинцям[1]. Це сталося у відповідь на чергову резолюцію РБ ООН, що засуджує поселенську політику єврейської держави[2].

- 9 березня — Комітет Європейського парламенту з громадянських свобод схвалив безвізовий режим для України[3].
- 16 квітня — в Туреччині більшість на конституційному референдумі підтримали ідею переходу до президентської форми правління[4][5].
- 26 квітня — посли держав-членів Європейського Союзу у Брюсселі — Комітет постійних представників — підтримали надання українцям безвізового режиму[6][7].
- 28 квітня — Скупщина Чорногорії одноголосно 46 голосами ратифікувала закон про вступ країни до НАТО[8][9].
- 21 липня Сенат Польщі ухвалив суперечливий закон про Верховний суд. Ухвалення закону супроводжувалося масовими протестами перед будівлями Сенату та Верховного суду[10].
- 5 серпня — У Мавританії пройшов референдум щодо змін до конституції, які передбачають скасування деяких органів влади, а також зміну національного прапору і гімну.
- 12 вересня — Рада Безпеки ООН схвалила нові санкції щодо Північної Кореї[11].
- 1 жовтня — У Каталонії попри заборону іспанської влади, пройшов референдум щодо незалежності Каталонії. Відбулися сутички прихильників референдуму з поліцією, у результаті яких постраждало майже 500 осіб.[12]
- 8 листопада — Федеральний конституційний суд Німеччини ухвалив додати в документи про народження третю стать[13].
- 22 листопада — Міжнародний трибунал щодо колишньої Югославії визнав Ратко Младича винним у геноциді мусульман у Сребрениці і засудив його до довічного ув'язнення[14].

- 6 грудня — Президент США Дональд Трамп підписав розпорядження щодо визнання столицею Ізраїлю міста Єрусалим й перенесення посольства з Тель-Авіва[15].

## Міжнародні документи
- 23 лютого — Нижня палата парламенту Нідерландів проголосувала за ратифікацію угоди про асоціацію Україна-Європейський Союз[16].
- 1 червня — Президент США Дональд Трамп оголосив, що США вийдуть з Паризької кліматичної угоди[17].
- 24 червня — підписана Багатостороння конвенція MLI[en] BEPS
- 7 липня — підписаний Договір про заборону ядерної зброї (м. Нью-Йорк).

## Право України

### Події
- 5 січня:
  - Набрали чинності норми Закону «Про виконавче провадження», що стосуються діяльності приватних виконавців (запроваджено інститут приватних виконавців)[18].
  - Набрав чинності Закон «Про Вищу раду правосуддя»[19].
- 11 січня — Міністерство юстиції запустило реєстр боржників, щодо яких відкрито виконавче провадження[20].
- 17 січня — Міжнародний суд ООН розпочав розгляд справи «Україна проти Росії»[21].
- 19 січня — Європейський суд з прав людини визнав звільнення 18 українських суддів таким, що порушує Конвенцію про захист прав людини і основних свобод, та зобов'язав Україну виплатити їм компенсації у розмірі 89 600 євро[22].
- 25 січня — Уряд схвалив новий Порядок ведення Реєстру з відшкодування ПДВ[23].
- 27 березня — Україна приєдналася до Глобального реєстру бенефіціарних власників компаній[24].
- 19 квітня — Міжнародний суд ООН погодився на запровадження тимчасових запобіжних заходів за позовом «Україна проти Росії» і зобов'язав Росію поновити діяльність Меджлісу та навчання українською мовою в Криму[21]
- 12 травня — Утворена військово-цивільна адміністрація міста Торецьк Донецької області[25].
- 15 травня — Президент України Петро Порошенко ввів у дію рішення РНБО від 28 квітня 2017 року «Про застосування персональних спеціальних економічних та інших обмежувальних заходів (санкцій)»[26].
- 8 червня:
  - Верховна Рада визначила повноцінне набуття членства в Організації Північноатлантичного договору в числі пріоритетів національних інтересів України, її зовнішньої політики та політики безпеки[27].
  - Державне підприємство Міністерства юстиції «СЕТАМ», Державне агентство з питань електронного урядування та компанія BitFury Group підписали меморандум про співпрацю у впровадженні інноваційної децентралізованої технології Blockchain. СЕТАМ вперше почало впровадження блокчейн-технології в електронних торгах[28].
- 9 червня — Затверджена нова редакція Правил адвокатської етики[29].
- 10 червня — Лідія Ізовітова переобрана Головою Національної асоціації адвокатів України, Ради адвокатів України[30].
- 7 липня — Перші в Україні приватні виконавці отримали посвідчення[31].
- 29 вересня — Утворено Вищий суд з питань інтелектуальної власності[32].
- 12 жовтня — Європейський суд з прав людини вилучив із реєстру та передав Комітетові міністрів Ради Європи понад 12 тис. справ, які стосуються невиконання рішень національних судів в Україні (справа «Бурмич та інші проти України»)[33].
- 16 жовтня — Україна увійшла до складу Ради ООН з прав людини з мандантом на наступні три роки[34].
- 3 листопада — Утворена військово-цивільна адміністрація сіл Широкине та Бердянське Волноваського району Донецької області[35].
- 10 листопада — Президент України Петро Порошенко підписав Указ про призначення 113 суддів нового Верховного Суду: до Касаційного адміністративного, Касаційного цивільного, Касаційного кримінального суду призначено по 28 суддів та 29 суддів призначено до Касаційного господарського суду у складі Верховного Суду[36].
- 13—14 листопада — XIV позачерговий з'їзд суддів України.
- 16 листопада:
  - На конкурсі на посаду керівника Державного бюро розслідувань, до якого переходять слідчі функції прокуратури, переміг Роман Труба[37].
  - Оголошено про злиття великих юридичних компаній «Алексєєв, Боярчуков і Партнери» і «Trusted Advisors»[38]
- 20 листопада — Слідчі прокуратури втратили право розслідувати нові кримінальні провадження, відкриті після 20 листопада 2017 року (через п'ять років після вступу в дію нового КПК)[39].
- 30 листопада:
  - На першому пленумі нового Верховного Суду України ухвалене рішення про визначення першим днем роботи суду 15 грудня (сторіччя від дня заснування Генерального суду УНР)[40].
  - Головою Верховного Суду обрана Валентина Данішевська[41]
- 1 грудня — Стартував прийом документів на посаду суддів Вищого суду з питань інтелектуальної власності[42].
- 5 грудня — Головою Касаційного господарського суду в складі Верховного Суду обраний Богдан Львов[43].
- 6 грудня — Головою Касаційного адміністративного суду в складі Верховного Суду обраний Михайло Смокович[44].
- 7 грудня — Головою Касаційного цивільного суду в складі Верховного Суду обраний Борис Гулько[45].
- 8 грудня — Головою Касаційного кримінального суду в складі Верховного Суду обраний Станіслав Кравченко[46].

- 15 грудня:

Кловський палац — резиденція Верховного Суду України

  - Розпочав роботу новий Верховний Суд. Вищий адміністративний суд, Вищий господарський суд та Вищий спеціалізований суд з розгляду цивільних і кримінальних справ припинили функціонування[47].
  - Набрали чинності нові редакції Господарського процесуального кодексу України, Цивільного процесуального кодексу України, Кодексу адміністративного судочинства України[48].

### Міжнародні договори України
- 14 березня — Україна ратифікувала Угоду про вільну торгівлю між Україною та Канадою, вчинену 11 липня 2016 року в м. Києві[49].
- 22 березня — Україна приєдналася до Міжнародної конвенції про рятування 1989 року, вчиненої 28 квітня 1989 року у м. Лондоні[50].
- 7 червня — Україна ратифікувала Європейську угоду про передачу заяв про правову допомогу, вчинену 27 січня 1977 року в м. Страсбурзі[51].
- 1 вересня — Набула повної міжнародно-правової чинності Угода про асоціацію між Україною та Європейським Союзом, включаючи створення поглибленої і всеосяжної зони вільної торгівлі[52].
- 5 жовтня — Україна ратифікувала Протоколи № 15 та № 16 до Конвенції про захист прав людини і основоположних свобод, підписані Україною 20 червня 2014 року[53][54].

### Найпомітнішізакони
- 7 лютого — Про антидопінговий контроль у спорті[55].
- 16 березня — Про Єдиний державний реєстр військовозобов'язаних[56].
- 23 березня:
  - Про Український культурний фонд[57].
  - Про державну підтримку кінематографії в Україні[58].
- 13 квітня — Про ринок електричної енергії[59].
- 16 травня — Про внесення зміни до Кодексу України про адміністративні правопорушення щодо заборони виготовлення та пропаганди георгіївської (гвардійської) стрічки[60].
- 23 травня — Про оцінку впливу на довкілля[61].
- 8 червня — Про Фонд енергоефективності[62].
- 22 червня:
  - Про енергетичну ефективність будівель[63].
  - Про комерційний облік теплової енергії та водопостачання[64].
- 13 липня — Про Конституційний Суд України[65].
- 5 вересня — Про освіту[66].
- 5 жовтня:
  - Про електронні довірчі послуги[67].
  - Про основні засади забезпечення кібербезпеки України[68].
- 19 жовтня — Про державні фінансові гарантії медичного обслуговування населення[69].
- 9 листопада — Про житлово-комунальні послуги[70].
- 7 грудня — Про запобігання та протидію домашньому насильству[71].
- 21 грудня:
  - Про безпечність та гігієну кормів[72].
  - Про аудит фінансової звітності та аудиторську діяльність[73].

### ОсновнірішенняКонституційного Суду
- 23 листопада — Неконституційність положення КПК про те, що за відсутності відповідних клопотань під час підготовчого судового засідання, застосування заходів забезпечення кримінального провадження, обраних під час досудового розслідування, вважається продовженим[74].
- 20 грудня — Неконституційність люстрації керівників вищих навчальних закладів[75].
- 21 грудня — Неконституційність виключення кандидатів у народні депутати України з виборчого списку політичної партії після встановлення результатів виборів[76].

## Померли

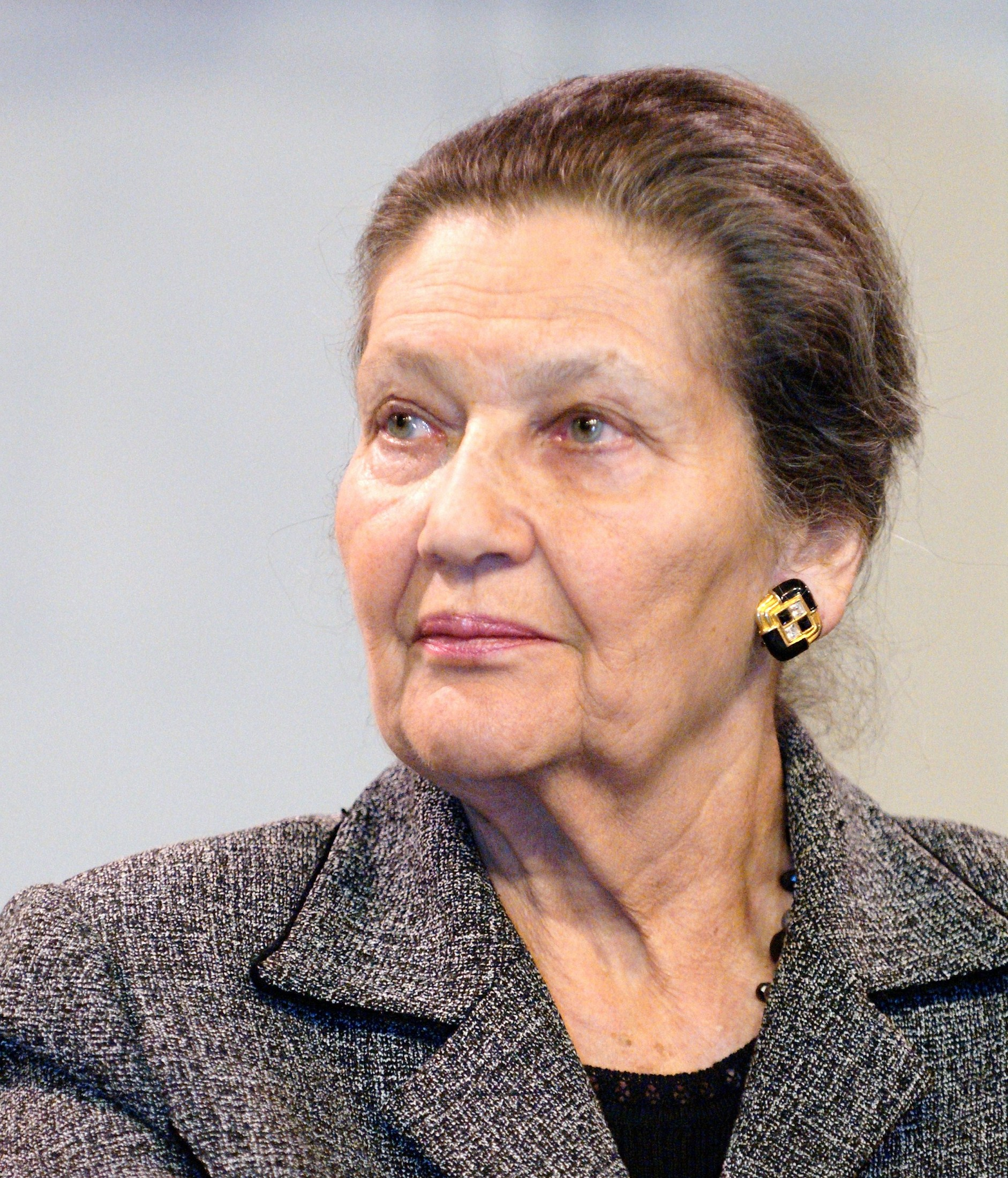
Сімона Вейль

- 8 лютого — Кравчук Віктор Оксентійович, правник, суддя, заслужений юрист України, голова Господарського суду Волинської області (2002—2012).
- 13 лютого — Зелінська Наталія Анатоліївна, доктор юридичних наук, професор, спеціаліст у галузі міжнародного права, адвокат.
- 12 травня — Задорожній Олександр Вікторович, 56, український юрист, політик та науковець, член-кореспондент Академії правових наук України, президент Української асоціації міжнародного права.
- 30 червня — Сімона Вейль, французький адвокат і політик.
- 20 листопада — Віктор Гіполіто Мартінес[en], аргентинський юрист і політик (н. 1924).
- 18 грудня — Альтеро Маттеолі, 77, італійський юрист і політик.